# Anthony Fantano
Anthony Fantano, född 28 oktober 1985, är en amerikansk musikkritiker, musiker och youtubare som driver YouTube-kanalen The Needle Drop, där han recenserar en mängd olika musikgenrer.

## Biografi
Fantano föddes i Connecticut och är av siciliansk härkomst. Han tillbringade tonåren i Wolcott, Connecticut. Under tonåren fattade Fantano även intresse för politik genom den före detta ledsångaren för hardcorepunk-bandet Dead Kennedys, Jello Biafras, texter. Han har vid ett tillfälle benämnt Biafra sin "politiska idol".